# Elatostema crispulum
Elatostema crispulum är en nässelväxtart som beskrevs av Wen Tsai Wang. Elatostema crispulum ingår i släktet Elatostema och familjen nässelväxter. Inga underarter finns listade i Catalogue of Life.